# Uturuncu
O Uturuncu é um dos 198 vulcões identificados da Bolívia. É considerado semi-inativo, já que apresenta fumarolas ativas, e certas medidas dão um informe que a altitude da montanha se eleva de 1 a 2 cm por ano. Com seus 6008 m, é o mais elevado da zona sul da Bolívia e do departamento de Potosí. Fica próximo das lagoas de cores como a lagoa Celeste, lagoa Colorada e a lagoa Verde, assim como o salar de Uyuni. 

## Supervulcão
Ocupando uma área de 65 km de extensão, em 2012 estudos de imagens por satélite indicaram que o Uturuncu acelerara seu crescimento para uma taxa de 1,3 cm ao ano nos últimos vinte anos; isto poderia ser um indicador de que poderia entrar em erupção; a última vez que isto ocorrera é estimada em 300 mil anos atrás.
A presença de fumarolas em seu topo (com 2.400 m de altura na paisagem local), que datam de cerca de dez mil anos, indicam a presença de fonte de calor e potencial atividade; o solo do topo assume cor branca o que dá a falsa impressão, à distância, de ser neve.
Naquele ano o geógrafo da Universidade de Alberta, Martyn Unsworth, revelou que prospecções com ondas eletromagnéticas revelaram a provável presença de uma câmara magmática bem próxima da superfície, o que foi corroborado por geofísicos da Universidade do Alasca, que detectaram uma região onde as ondas sonoras sofrem uma redução de velocidade, o que caracteriza rocha parcialmente derretida; o geomorfólogo Noah J. Finnegan, da Universidade da Califórnia em Santa Cruz, revelou que, embora não se sabendo qual seu real volume total, a câmara do Uturuncu está crescendo 1 m³ por segundo.
O esforço internacional para se estudar o Uturuncu se deve ao fato de ele ser considerado um dos seis supervulcões existentes na área que compreende, além da Bolívia, a Argentina e o Chile; este projeto de estudos identificou que as rochas oriundas do vulcão são similares às dos supervulcões do que dos vulcões comuns na área.

## Presença de "volume extraordinário" de água no magma
Em 2016 estudos revelaram a presença, em sua câmara magmática, de uma quantidade de água equivalente à do maior lago da América do Norte, o Lago Superior.
Localizado a 15 km de profundidade, sua presença indica que as teorias que dizem ser a água da Terra oriunda de cometas e asteroides estão erradas, pois a água pode estar presente no planeta desde as suas origens; os estudos foram realizados por cientistas da Alemanha, França, Canadá e Inglaterra, estes últimos chefiados por Jon Blundy, da Universidade de Bristol.
A descoberta veio se somar aos resultados encontrados em 2014 pela equipe de Steve Jacobsen, da Universidade do Noroeste (situada em Illinois), segundo os quais há presente a 700 km de profundidade um reservatório de água em proporção três vezes superior à encontrada nos oceanos.
A água do Uturuncu se acha misturada com a lava, sob fortes pressões (cerca de trinta vezes a pressão atmosférica), e a temperaturas entre 950 a 1000 graus centígrados; sua presença em meio à rocha meio derretida seria a responsável, ainda, pela formação de rochas como a andesina, típica dos Andes.